# N-メチルエタノールアミン
N-メチルエタノールアミン（えぬ-メチルエタノールアミン、N-Methylethanolamine）はアルコールアミンの一種で、毒性、可燃性、腐食性を有する無色の粘調液体の化学物質である。N-メチルエタノールアミンは生化学的にはコリンの前駆体であることが知られている。
官能基としてアミノ基とヒドロキシ基とを有するので、医薬品化学や高分子化学の分野を含むさまざまな有機合成品の合成中間体として有用である。溶媒としても利用され、たとえば、天然ガス製造プラントでエタノールアミンやジエタノールアミンの類縁体としての用例が知られている。
N-メチルエタノールアミンは酸化エチレンとメチルアミンとの反応によって製造される。
消防法に定める第4類危険物 第3石油類に該当する。